# Ikhia Zodi
Ikhia Aboubekr Zodi (* 1919 in Winditane; † 16. Februar 1996 in Niamey) war ein nigrischer Politiker. Er war von 1951 bis 1955 Abgeordneter in der Nationalversammlung Frankreichs und gehörte von 1958 bis 1963 der Regierung Nigers an.

## Leben
Ikhia Zodi wurde im zu Tagazar gehörenden Dorf gehörenden Dorf Winditane geboren. Er stammte aus einer gebildeten Tuareg-Familie und war der Sohn eines Angehörigen des Amenokalats von Tagazar. Er besuchte Grundschulen in Niamey und diplomierte an der École normale William Ponty bei Dakar. Ab 1941 arbeitete Zodi als Lehrer an Grundschulen und Nomadenschulen der Kolonialverwaltung in Französisch-Westafrika. Mehrmals wurde er als Schuldirektor eingesetzt, beispielsweise an der Schule für Kinder von Militärangehörigen in Bingerville.
Zodi wurde 1946 Mitglied der Nigrischen Fortschrittspartei (PPN-RDA), der im selben Jahr gegründeten ersten politischen Partei Nigers. Er wurde als Abgeordneter für Tahoua in den Generalrat Nigers gewählt. Von 1948 bis 1960 war er Mitglied des Lehrer-Syndikats von Niger. 1949 wechselte er vom PPN-RDA zur Partei Union unabhängiger Nigrer und Sympathisanten (UNIS). Die beiden Sitze des Überseegebiets Niger in der Nationalversammlung Frankreichs wurden am 17. Juni 1951 neu gewählt. Beide gingen an die UNIS: an den Parteivorsitzenden Georges Condat und an Ikhia Zodi, der zu dieser Zeit als Direktor der Nomadenschule in Azarori tätig war. Zodi gehörte der Nationalversammlung bis 1955 an. Zusätzlich wurde er bei den Wahlen zur Territorialversammlung am 30. März 1952 im Wahlkreis Filingué erneut in das Parlament Nigers gewählt. Von 1952 bis 1957 gehörte er außerdem dem Großen Rat von Französisch-Westafrika an. In der französischen Nationalversammlung war Zodi von 1951 bis 1952 sowie von 1954 bis 1955 Mitglied der Kommission für Bildung und von 1953 bis 1954 Mitglied der Kommission für industrielle Produktion. Bis 1953 gehörte er zur Fraktion der UDSR, dann schloss er sich der Fraktion der Indépendants d’Outre-mer an. Im selben Jahr verließ der bisherige UNIS-Vorsitzende Condat die Partei und Ikhia Zodi übernahm den Parteivorsitz. Angesichts einer von 1953 bis 1954 in Niger grassierenden Hungersnot kritisierte Zodi im Sommer 1954 öffentlich die unzureichenden Maßnahmen der Verwaltung unter dem von Frankreich eingesetzten Gouverneur Jean Toby. Die Verwaltung übte daraufhin Druck auf die UNIS aus, sich von Zodi zu distanzieren. Weitere wichtige Funktionäre verließen die Partei und zuletzt blieb Zodi mit wenigen Getreuen isoliert zurück. Seine Wiederwahl in die französische Nationalversammlung 1956 scheiterte deutlich.
Er löste die UNIS am 24. Februar 1957 auf und gründete am 6. März 1957 den Front démocratique nigérien (FDN) als unbedeutende Nachfolgepartei, die als nigrische Sektion der interterritorialen Convention Africaine angeschlossen war. Für die Convention Africaine fungierte er bis 1958 als Chefredakteur von deren Organ L’Unité. Er verfasste dafür selbst zahlreiche Artikel. In der Nachfolge von Boubou Hama, der 1957 aus politischen Gründen von diesem Posten entlassen wurde, wurde Ikhia Zodi ferner Direktor des Institut Français d’Afrique Noire du Niger, aus dem später das Nigrische Nationalmuseum hervorging. Das Verfassungsreferendum vom 28. September 1958 sollte darüber entscheiden, ob Niger sofort von Frankreich unabhängig werden oder autonomer Bestandteil der Kolonialmacht bleiben würde. Während die in Niger regierende Partei Sawaba für die Unabhängigkeit agitierte, war die Oppositionspartei PPN-RDA, in der Zodis politische Laufbahn begonnen hatte, für den Verbleib bei Frankreich. Zodi, der bis dahin das Vertrauen der Sawaba-Regierung genoss, entschloss sich nach anfänglichem Zögern für die Position des PPN-RDA. Vermutlich auf Grund dessen verlor er seine Arbeit als Direktor des Institut Français d’Afrique Noire du Niger. Das Referendum ging zugunsten des PPN-RDA, für einen Verbleib bei Frankreich, aus. Der PPN-RDA übernahm rasch die Regierungsverantwortung und etablierte ein Einparteiensystem in Niger.
Ikhia Zodi näherte sich dem PPN-RDA an und wurde im Gegenzug in die von Hamani Diori geführte Regierung vom 20. Dezember 1958 als Minister für Unterricht, Jugend und Sport berufen. Diori konnte sich wegen dieser Entscheidung der Rückendeckung eines Teils der chefferie traditionnelle, der traditionellen Herrscher des Landes, sicher sein, da Zodi aus diesem Milieu stammte. Als Unterrichtsminister wehrte sich Zodi gegen Versetzungen von der Opposition verdächtigen Lehrern, die Innenminister Yansambou Maïga Diamballa ohne sein Wissen angeordnet hatte. Wegen dieser Haltung wurde Zodi in der nach der Unabhängigkeit Nigers 1960 von Hamani Diori neugebildeten Regierung zum Staatssekretär bei der Präsidentschaftskanzlei für Verteidigung herabgestuft. Bei der Afro-Madegassischen Union übernahm Zodi die Funktion des Präsidenten des Verteidigungsrats. Erneut ein Ministeramt erhielt er am 25. Juni 1963: Bis dahin lagen der Agenden der Außenpolitik Nigers bei Staatspräsident Diori, nun wurden die Ämter eines Ministers für äußere Angelegenheiten, mit dem Adamou Mayaki betraut wurde, und eines Ministers für afrikanische Angelegenheiten, das Ikhia Zodi übertragen wurde, eingerichtet. Die Schaffung eines eigenen Afrika-Ressorts – genau einen Monat nach Gründung der Organisation für Afrikanische Einheit – signalisierte die Verbundenheit Nigers mit dem Panafrikanismus.
Zodis politische Laufbahn endete abrupt am 3. Dezember 1963. An diesem Tag wurden die Vorbereitungen zu einem Putschversuch gegen Staatspräsident Diori niedergeschlagen, die dem Offizier Hassan A. Diallo zur Last gelegt wurden. Zodi wiederum galt als Beschirmer Diallos, zudem wurde ihm und Diallo im Zusammenhang mit dem Putschversuch Kontakte zur verbotenen Partei Sawaba vorgeworfen. Zodi wurde zum Tode verurteilt. Später wurde dieses Urteil in eine Haftstrafe umgewandelt, die er im Süden des Landes absaß. Im Februar 1971 wurde Ikhia Zodi wieder freigelassen. Er starb 25 Jahre später in der Hauptstadt Niamey.